# 앤서니 뉼리
앤서니 뉼리(Anthony Newley, 1931년 9월 24일~ 1999년 4월 14일)는 영국의 배우이자 가수, 작곡가이다. 런던에서 태어났다. 런던의 무대와 순회극단, 영화 등에서 활약하였다. 1956년에 브로드웨이의 뮤지컬 《크랭크스》를 통해 미국에서 데뷔하였다. 이후 《스톱 더 월드》, 《더 로어 오브 더 그리스페인트》 등의 주연을 맡았다. 작사, 작곡, 각본, 연출에 두루 능했던 재사(材士)이다.

## 참여 작품
- 헨리 5세 (1944년 영화)
- 올리버 트위스트 (1948년 영화)
- 라플라타 강의 전투
- 야성의 킬리만자로
- 닥터 두리틀 (1967년 영화)